# Nombre extravagant
Un nombre extravagant és, per una base donada, un nombre natural que té menys dígits que la quantitat de dígits en la seva factorització en nombres primers (incloent-hi exponents). Per exemple, en base 10 són extravagants els nombres:
- 4 = 2²
- 6 = 2×3
- 8 = 2³
- 9 = 3²

S'ha demostrat que n'hi ha infinits en qualsevol base.